# Elsa Cortijo
 (janvier 2024).
Elsa Cortijo, née en septembre 1969, est une paléoclimatologue française, spécialisée en mécanismes climatiques en période glaciaire et interglaciaire, notamment de la variabilité climatique. Elle est également spécialisée en géochimie et micropaléontologie. Elle exerce ou a exercé des fonctions de direction dans des institutions telles que le CEA, le CNRS, l’ONERA, l’ANR, l’ANDRA et l’IFREMER.

## Travaux scientifiques
Les travaux d’Elsa Cortijo portent principalement sur la paléoclimatologie, la géochimie et la micropaléontologie.
Elle a soutenu sa thèse en 1995 à l'université de Paris XI, sous la direction de Laurent Denis Labeyrie. Son sujet d’étude était : « La variabilité climatique rapide dans l'atlantique nord depuis 128 000 ans : relations entre les calottes de glace et l’océan de surface. ».
Elle a mené et participé à de nombreux travaux sur l’étude des mécanismes responsables de la variabilité climatique millénaire en période glaciaire. Elle a également écrit sur les mécanismes climatiques permettant la sortie d’une période interglaciaire.
Elle a écrit ou co-écrit plus de 160 articles scientifiques et chapitres d'ouvrages en français et en anglais,.

## Carrière
Après un doctorat à l’Université de Paris XI et un contrat de chercheuse contractuelle aux États-Unis à l’université de Boulder,[réf. souhaitée] Elsa Cortijo rejoint le Centre national de la recherche scientifique (CNRS) en 1997. Elle est d’abord chercheuse au sein du Laboratoire des Sciences du Climat et de l'Environnement. Elle prend ensuite la responsabilité d’une équipe de recherche en 2002.
Elle est nommée au Conseil national des universités pour la « Section 36 : Terre solide : géodynamique des enveloppes supérieures, paléobiosphère » le 18 novembre 2003.
Elle obtient son habilitation à diriger des recherches en 2006[réf. nécessaire]. La même année, elle est nommée directrice adjointe du Laboratoire des Sciences du Climat et de l'Environnement.
Elle est nommée directrice du Laboratoire des Sciences du Climat et de l'Environnement par intérim à compter du 1er juillet 2014 puis directrice à compter du 1er janvier 2015. Elle cesse ses fonctions de directrice le 1er octobre 2019.
Elle est nommée directrice de la recherche fondamentale du Commissariat à l'énergie atomique et aux énergies alternatives à compter du 2 novembre 2019,
Elle est nommée au conseil d’administration de l'Institut français de recherche pour l'exploitation de la mer le 27 novembre 2020.
Elle est nommée au conseil d'administration de l'Agence nationale pour la gestion des déchets radioactifs le 24 février 2021.
Elle est nommée en qualité de suppléante au conseil d’administration de l'Agence nationale de la recherche le 10 mars 2021.
Elle est membre du haut conseil scientifique de l'Office national d'études et de recherches aérospatiales depuis le 1er avril 2021. Sa nomination a été reconduite pour 3 ans le 6 novembre 2023.
Elle est nommée au conseil d'administration de l'Institut de physique du globe de Paris le 13 mars 2023.
En décembre 2023, elle devient directrice exécutive de l’agence de programme Climat, biodiversité et sociétés durables du CNRS,.

## Engagements
Elsa Cortijo participe à la démarche de science-ouverte visant à rendre les recherches scientifiques accessible à tous.
En 2019, elle fait partie du groupe de scientifiques ayant soutenu la grève des jeunes pour le climat,,.
Elle signe en 2020 la tribune « La pandémie de Covid-19 est étroitement liée à la question de l’environnement » publiée par le journal Le Monde,.

## Distinctions honorifiques
- Chevalière de la Légion d'honneur (2024)[28]
- Chevalière de l'ordre national du Mérite. Elsa Cortijo est nommée chevalier de l'ordre national du Mérite le 13 novembre 2014[29].

Elle est également lauréate du prix collectif Louis D. de la Fondation de France (2004) et du prix Prud’homme de la Société météorologique de France (1997).